# Буткінське Озеро
Бу́ткінське Озеро (рос. Буткинское Озеро) — присілок у складі Талицького міського округу Свердловської області.
Населення — 168 осіб (2010, 274 у 2002).
Національний склад станом на 2002 рік: росіяни — 97 %.